# سیارک ۱۲۷۸۰
سیارک ۱۲۷۸۰ (به انگلیسی: 12780 Salamony، نامگذاری:1995CE1) دوازده هزار و هفتصد و هشتادمین سیارک کشف شده‌است که در ۹ فوریه ۱۹۹۵ کشف شد.
قدر مطلق سیارک برابر ۲۱.۴ است.